# Fujiwara no Yasuhira
Fujiwara Yasuhira (藤原 泰衡?; 1155 – 14 ottobre 1189) fu il quarto governatore dei Fujiwara del Nord della provincia di Mutsu, Giappone, e secondo figlio di Fujiwara no Hidehira.

## Biografia
Figlio di Hidehira, ereditò, dopo la morte del padre, il governo delle province di Mutsu e Dewa. Dopo aver ricevuto l'ordine da Minamoto no Yoritomo di mettere a morte suo fratello minore Yoshitsune, per paura del potere dello shōgun, dimenticò le esortazioni di suo padre e attaccò Yoshitsune a Koromogawa, lo sconfisse e mandò la sua testa a Kyoto. Questa forma di servilismo non lo salvò dalla rovina. Yoritomo, desideroso di entrare in possesso delle province di Mutsu e Dewa, marciò contro di lui con un esercito imponente. Quest'ultimo, sconfitto, cercò di scappare a Ezo, ma fu decapitato nel distretto di Hinai da uno dei suoi kerai, Kawata no Jirō, e i suoi immensi domini furono divisi tra gli ufficiali di Yoritomo. La sua morte marcò la fine dei Fujiwara del Nord. La sua tomba si trova al Chūson-ji Konjikidō di Hiraizumi, nella prefettura di Iwate.

## Presenza nella cultura di massa
- Yoshitsune - serie televisiva (2005), interpretato da Ikkei Watanabe.